# Площа Ринок (Броди)
Пло́ща Ри́нок — центральний майдан у місті Броди, Львівської області, закладений наприкінці XVI століття і навколо якого розпочалося формування (забудова) центральної частини міста Броди. Звідси починаються головні вулиці міста.

## Історія
При плануванні та у забудові тогочасних Бродів у 1630—1635 роках італійським архітектором Андреа дель Аква та військовим інженером Гійомом де Бопланом була використана модель «ідеального міста-фортеці». Планувальна особливість Бродів полягала у розташуванні двох ринкових площ в середмісті. Розміри обох становили 130×160 метрів. Східний ринок був частково реконструйований під парк Райківка (теперішній Майдан Свободи). Центральна частина західного ринку була забудована торговими рядами з акровими підсіннями та купецькими коморами. Торгові ряди з арковими прорізами збудовані на зразок «краківських сукенниць» (народна назва — «філяри»), в другій половині XVII століття. Між рядами проходили вулиці, які мали окремі назви, в залежності від товару, яким там торгували. Наприклад, вулиця Шкірна — одна з вуличок, що проходила поміж центральної забудови площі Ринок. Тут містилися ряди, де торгували шкірою. Окрім мурованих торгових рядів, на бродівському Ринку були й тимчасові дерев'яні рундуки (криті прилавки для роздрібної торгівлі).
Житлова забудова площі мурованими кам'яницями розпочалося у 1640 році. Переважно це були двоповерхові кам'яниці перший поверх яких використовувався під крамниці, а другий — під житло. У середині XIX століття в межах площі Ринок налічувалося близько 200 мурованих кам'яниць. 
Східна і західна сторони площі Ринок були забудовані давнішими будинками з трикутними дахами. Домінуючою спорудою південної сторони були руїни костелу і кляштору домініканців. Бродівський монастир домініканців був скасований цісарським Декретом від 21 грудня 1783 року. Після чого домініканський костел перебудували під шпиталь, а кляштор передали Сестрам милосердя, які використовували його як сиротинець. Після від'їзду у 1801 році з міста Сестер милосердя до Залізців, частину приміщень кляштору передали нормальній школі, яку заснували в Бродах 1784 року (тепер на цьому місці розташований універмаг (вулиця Залізнична, 6). У цій школі навчався Юзеф Коженьовський. 1817 року для нормальної школи збудували нове приміщення в дільниці Підзамче. Ця школа проіснувала до закінчення другої світової війни. Останніми її учнями були студенти торговельної школи часів німецької окупації.
Північна сторона площі Ринок була забудована новими привабливими кам'яницями, серед яких будинок торгово–кредитної фірми «Йоган Гауснер і Вінцентій Віоланд» був найкращим. Ця банківська установа обслуговувала клієнтів, що здійснювали операції як на заході, так і на сході. Успішний розвиток фірми та нагромаджений капітал підштовхнули банкірів відкрити свою філію у Львові. Для цього вони у 1806—1807 роках придбали парцелі колишньої юридики Коссаківських на лівому березі річки Полтви. Згодом на її частині упродовж 1809—1821 років, споруджений будинок Гауснерівський, що зберігся донині. У бродівському Гауснерівському будинку час від часу зупинялися члени цісарської родини. Так, у 1817 році імператор Австрії Франц II, стоячи на балконі цього будинку, дивлячись на тисячі єврейських хутряних шапок та начільних пов'язок весело сказав: «Тепер я вже знаю, чому мене називають царем Єрусалиму».
Майже вся площа Ринок була знищена в роки другої світової війни. Залишки будівель були перебудовані за радянських часів, і втратили свій первісний вигляд. Після повоєнної відбудови міста тут утворився значний незабудований простір, площу назвали на честь українського військового, політичного та державного діяча, гетьмана Війська Запорозького Богдана Хмельницького. У 1991 році площі повернено історичну назву — площа Ринок.
Добре збереженими будівлями є приміщення Бродівської міської ради (XVIII століття) та будівля міської пошти (1912 року). У липні 2020 року на будівлі Бродівської міської ради встановлено вежу з годинником. Його виготовив відомий годинникар зі Львова Олексій Бурнаєв, а допоміг довершити дизайн скульптор Роман Габа.
У червні 2020 року виконавчий комітет Бродівського міської ради оголосив про проведення відкритих торгів в електронній системі Prozorro, де предметом закупівлі була реконструкція площі Ринок у Бродах. У тендері перемогло ТОВ «Будівельні споруди Києва» і вже у вересні того ж року розпочато роботи з реконструкції площі Ринок в межах робочого проєкту, погодженого у Мінрегіоні України.

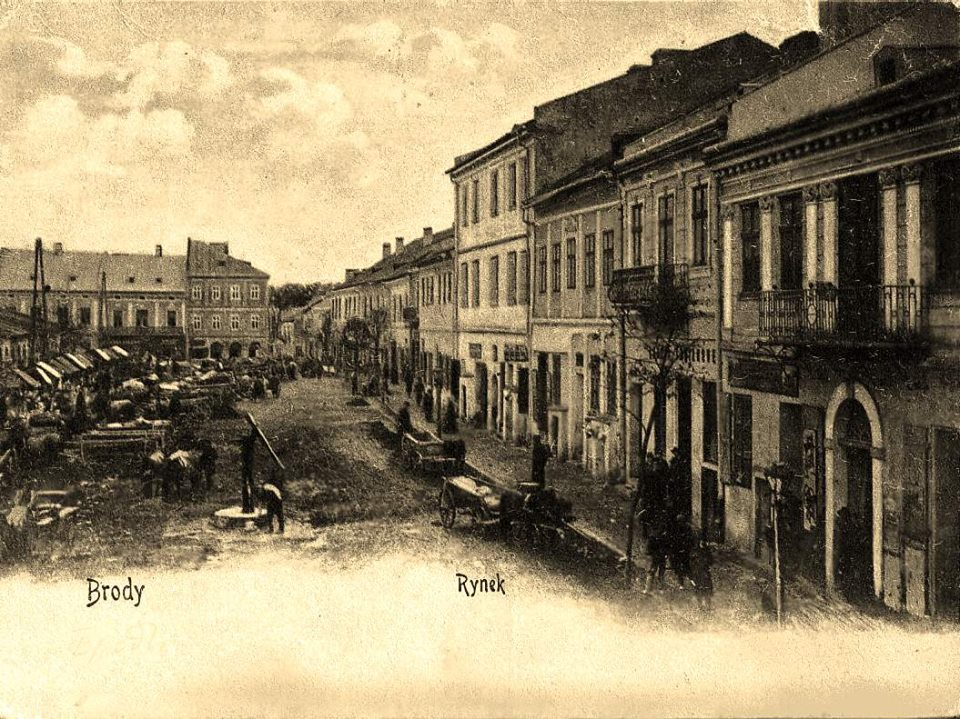
Південна забудова Площі Ринок початок XX століття
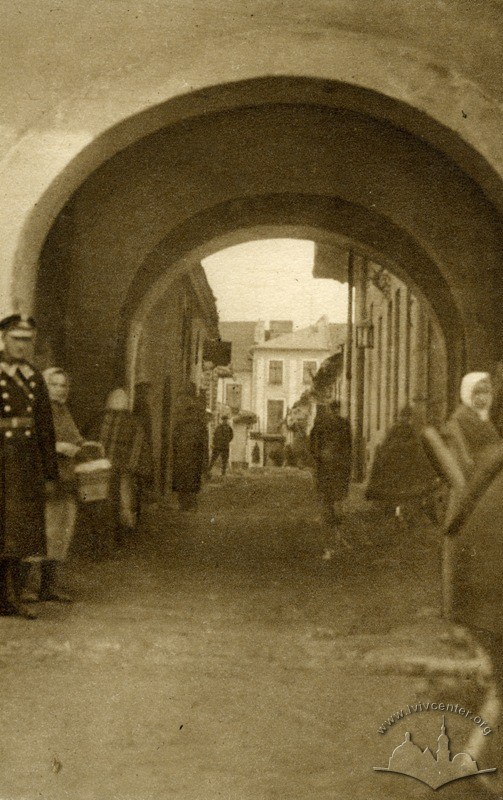
Колишня вулиця Шкірна
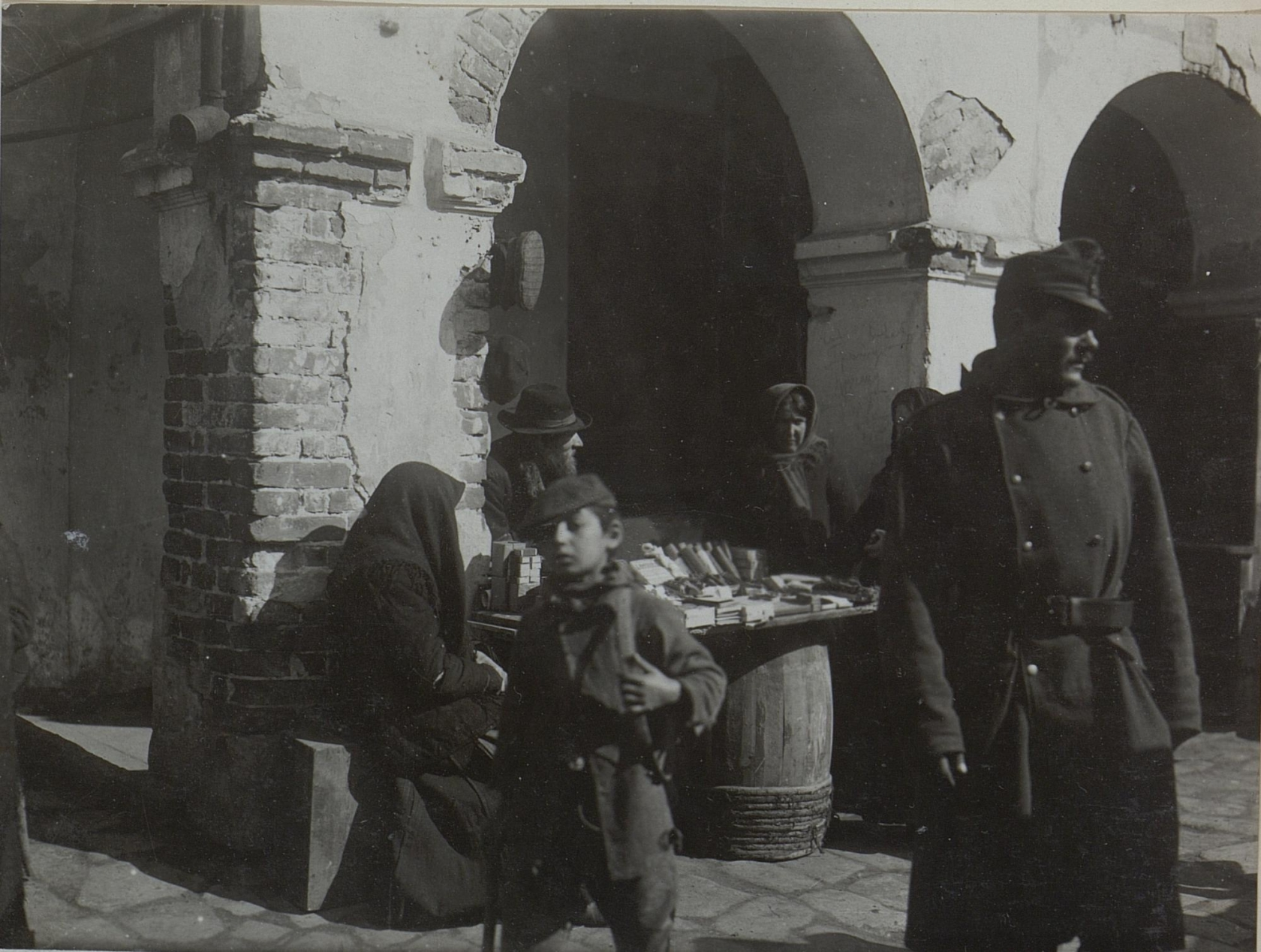
Ринок під час першої світової війни
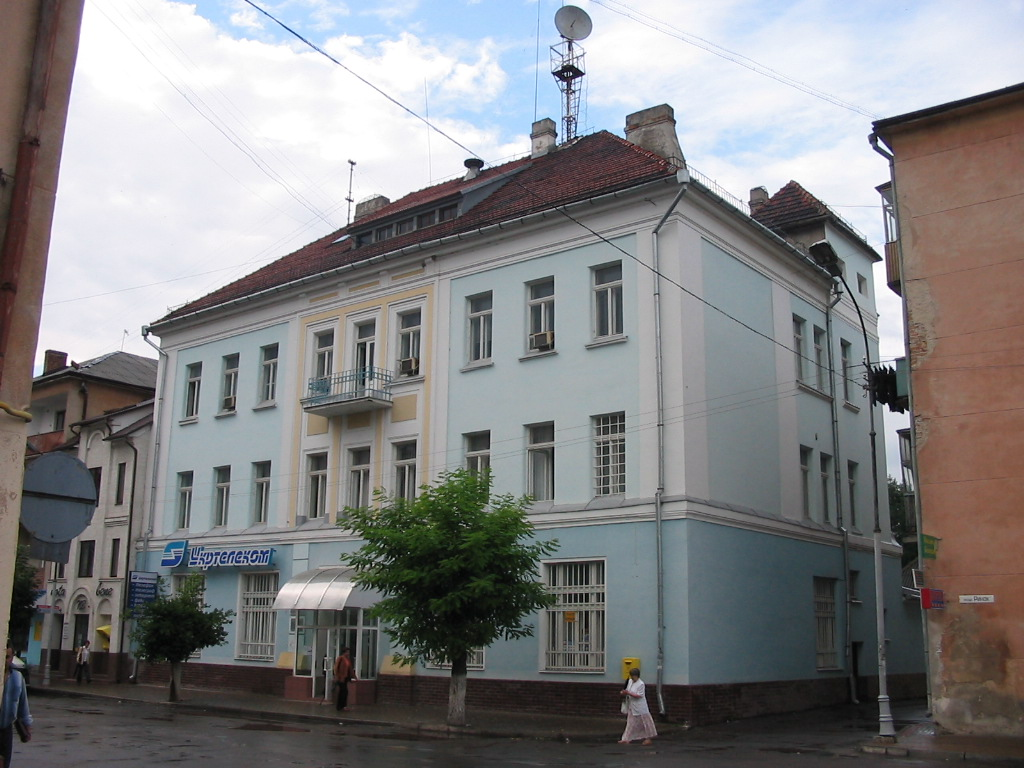
Будівля міської пошти
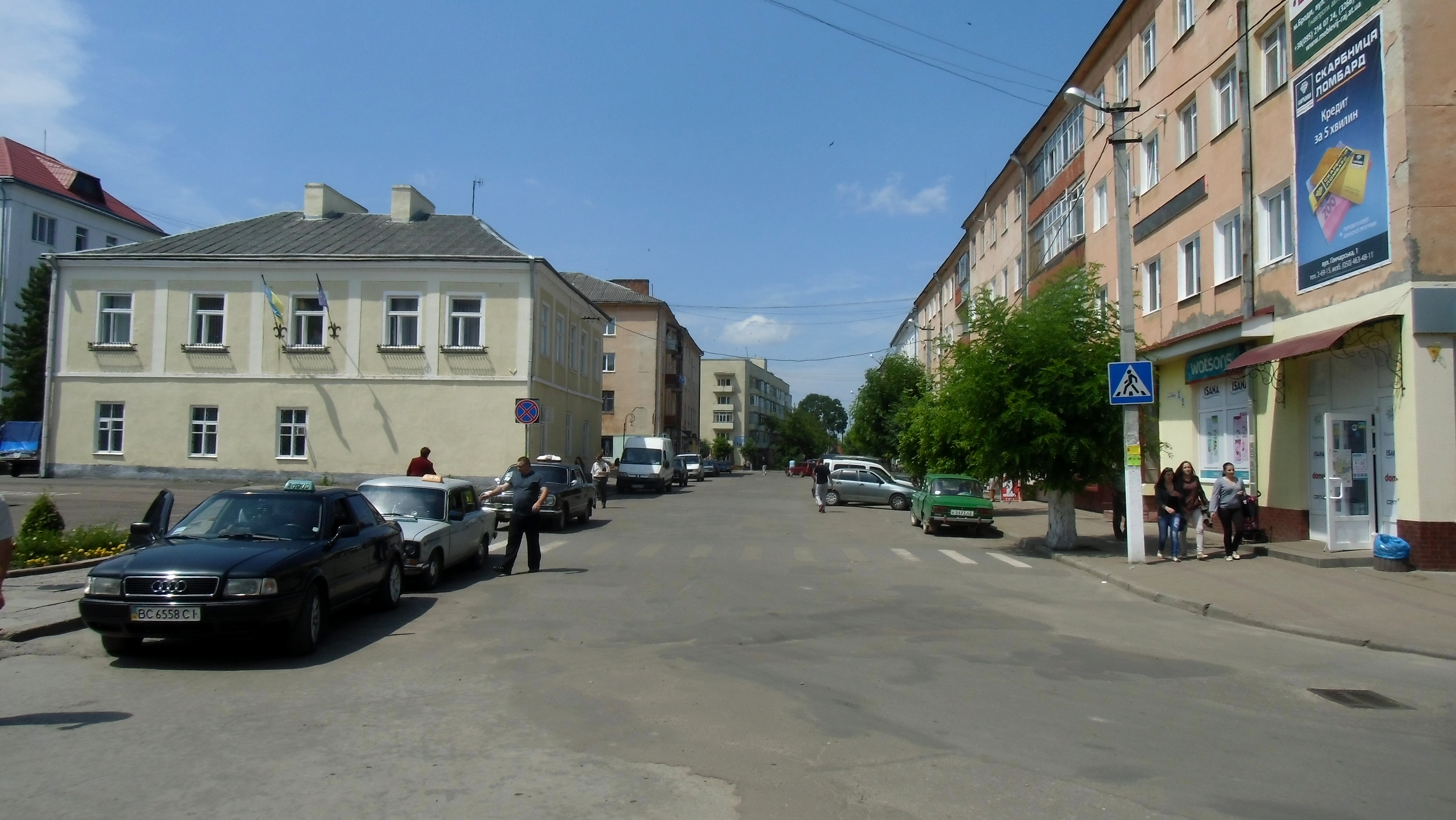
Будинок міської ради
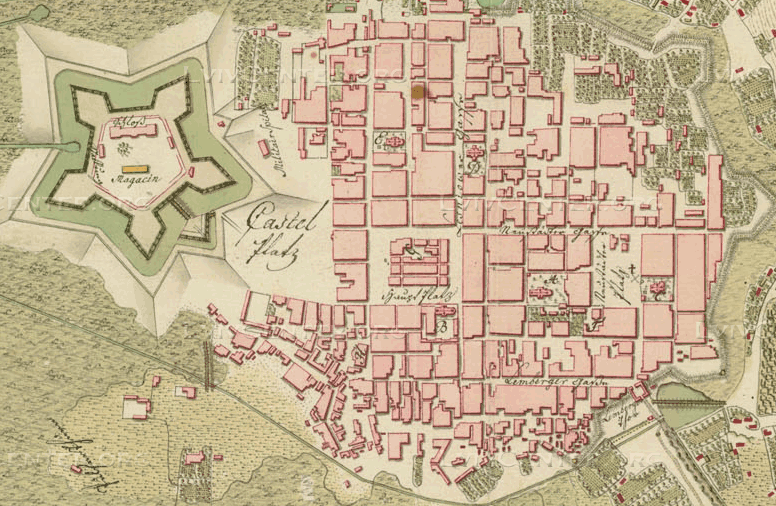
Стара рукописна карта Бродів з околицями кінця XVIII століття виконана лейтенантом Луї де Жанном, на якій показано замок, Ринок та основні дороги
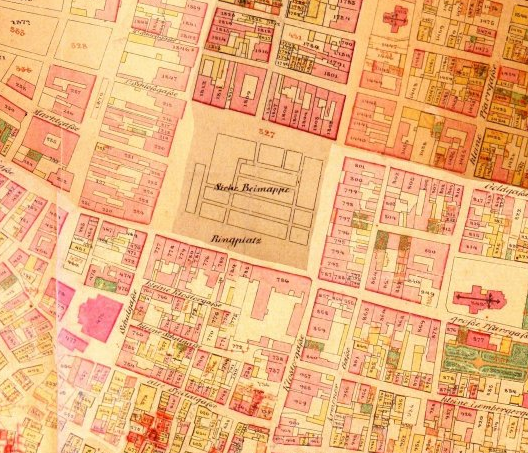
Кадастрова карта ринку 1844

## Пам'ятники
- Пам'ятник Тарасові Шевченку (автори — скульптор Богдан Романець, архітектор Олесь Ярема), відкритий 25 липня 1993 року на площі Ринок[12]. Внесений до реєстру пам'яток монументального мистецтва місцевого значення під охоронним № 1445-м[13].
- У сквері, що на площі Ринок у 1966 році первинно був встановлений пам'ятник Зої Космодем'янській[14]. Розташовувався лицевою стороною на захід. Цегляний постамент та статуя з мармурової крихти. Статуя являла собою образ жінки у військовій формі, яка стоїть прямо, руки закладені за спину. Пізніше пам'ятник було перенесено на подвір'я середньої школи № 3[15].
- 16 вересня 2018 року у сквері, що на площі Ринок встановлено скульптуру Богородиці. Автори пам'ятника — творчий колектив «Майстерня Оврах». Загальна висота скульптури — 9 метрів. Відкриття та освячення скульптури Богородиці відбулося у рамках святкування дня міста.

Пам'ятник Т. Г. Шевченку
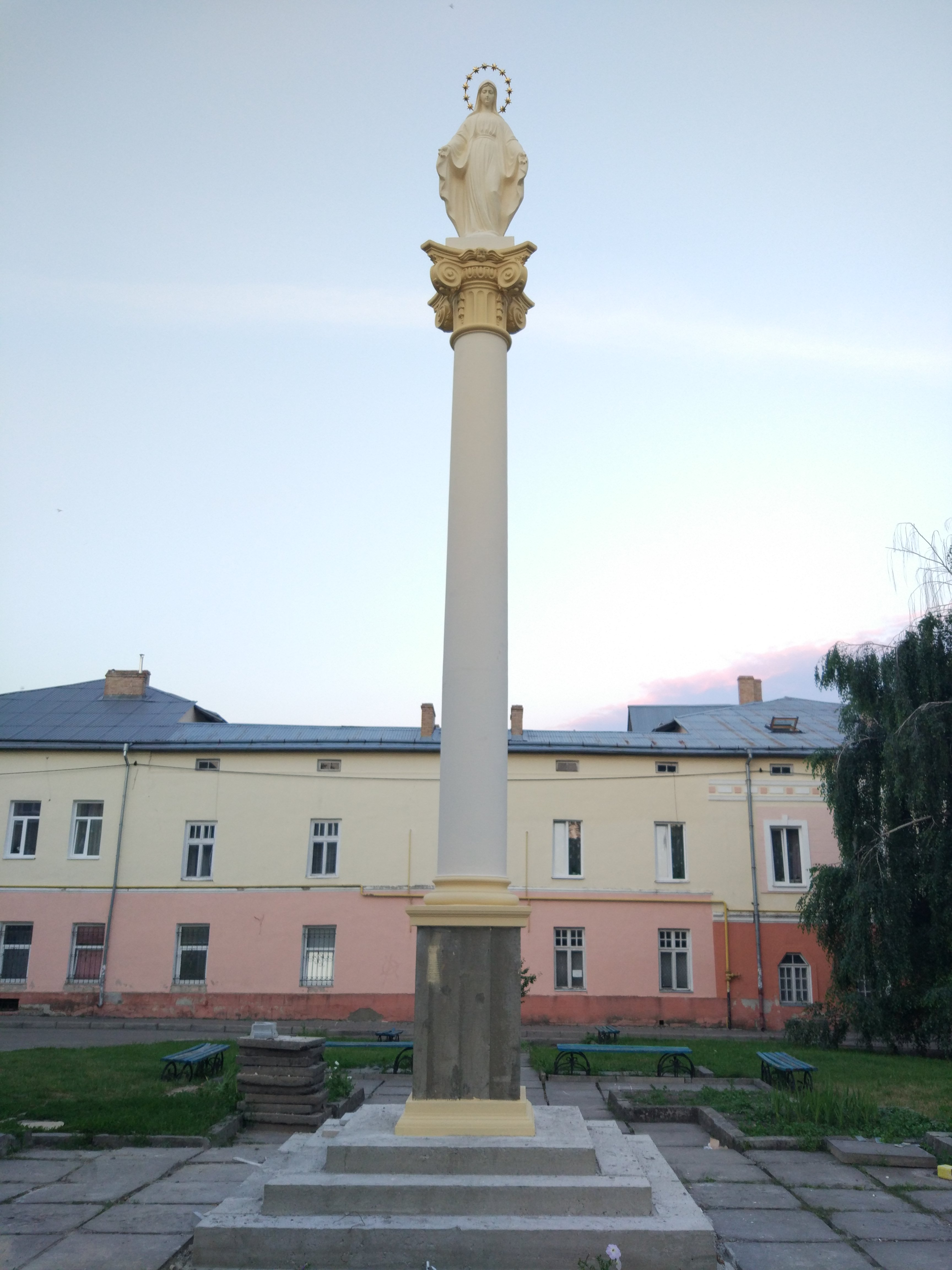
Колона з фігурою Богородиці